# 부퍼탈 슈베베반

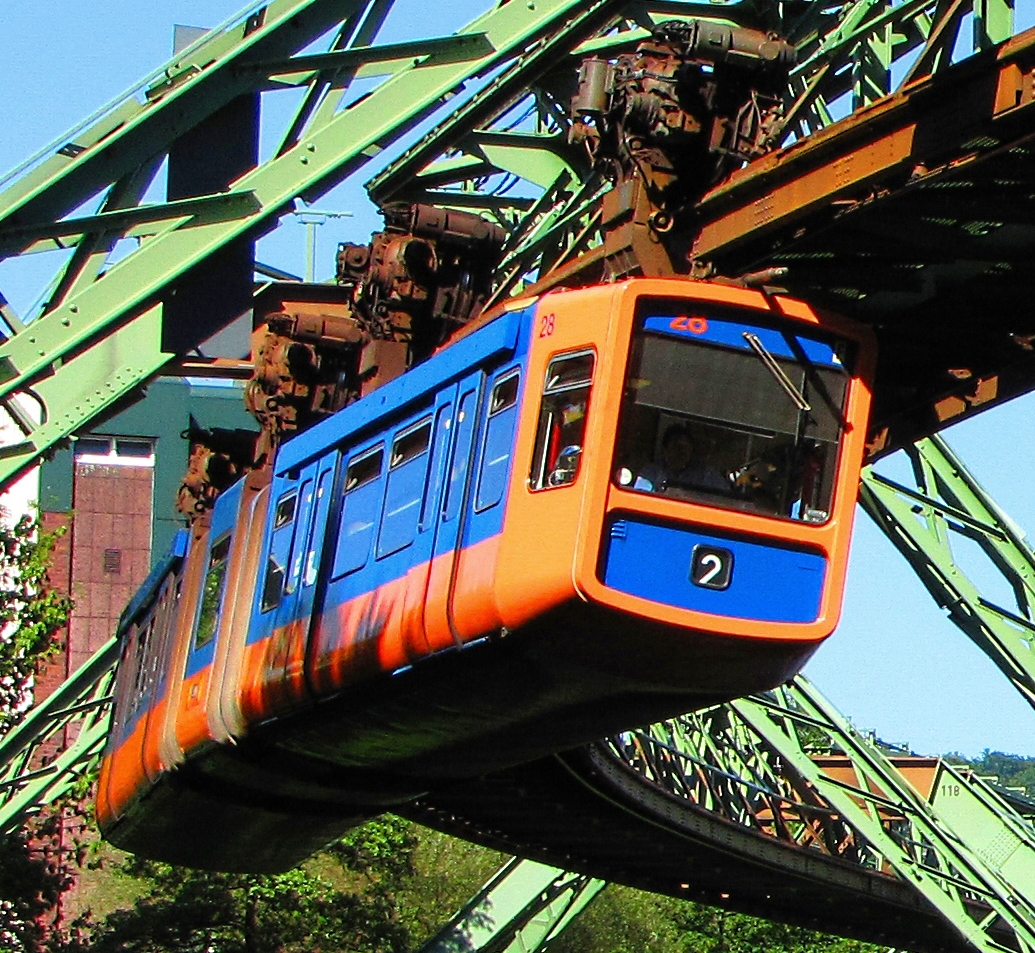
부퍼탈 슈베베반

부퍼탈 슈베베반(독일어: Wuppertal Schwebebahn)은 독일 부퍼탈에 있는 현수형 모노레일이다.

## 같이 보기
- H반
- 모노레일
- 쇼난 모노레일 에노시마선
- 지바 도시 모노레일